# Chapelle Notre-Dame-de-Consolation d'Aix-en-Provence
La chapelle Notre-Dame de la Consolation (dite chapelle Saint-Jacques ou chapelle de l’Hôpital) est inscrite au titre des monuments historiques par arrêté préfectoral du 3 novembre 1987. Elle se trouve le long de l’avenue Philippe Solari à Aix-en-Provence, totalement enclavée dans les bâtiments de l'hôpital Saint-Jacques, dans le département des Bouches-du-Rhône et en région Provence-Alpes-Côte d’Azur. La ville d’Aix-en-Provence en est propriétaire.

## Historique
La première mention de la chapelle remonte à la fin du XIe siècle (1092 ?), lors de la donation de l’archevêque Pierre II au chapitre cathédral. La chapelle actuelle occupe l’emplacement d’une ancienne église romane dédiée à Saint-André, et n’a pris le vocable de Notre-Dame de Consolation ou de Pitié qu’en 1326. Elle fut intégrée à l’ensemble hospitalier, édifié par le consul et mécène, Jacques de La Roque, au début du XVIe siècle. 
En 1585, cette chapelle fut concédée, par le chapitre de Saint-Sauveur, à l’ordre des Capucins, qui en ont fait leur église conventuelle. À cette occasion, l’orientation et donc le plan furent inversés, ce qui a entraîné la destruction du chœur originel orienté à l’est, et qui fut reporté à l’ouest. Un parvis fut ensuite aménagé à l’emplacement du chœur originel. Un mur fut donc construit pour fermer l’arcade de la troisième chapelle, et son parement extérieur devint la nouvelle façade. C’est aussi à cette époque, que le portail d’entrée Renaissance (sculpté par Jean Guiramand), à l’origine à l’ouest, fut démonté et remonté à l’est. 
Plus aucune modification ne sera réalisée, ou du moins mentionnée jusqu’en 1884, date des travaux de restauration qui confèrent à la chapelle la configuration que nous lui connaissons aujourd’hui. La date est d’ailleurs inscrite au-dessous du campanile. La façade fut donc recrépie, tout en respectant les ornements qui la décorent et le portail Renaissance. Cependant, la façade fut restaurée dans un esprit néo-gothique. 
En 2001, une étude met au jour d’intéressantes fresques du XVIe et XVIIe siècles, sous le badigeon moderne.  
En 2008, du 26 novembre au 5 décembre, un diagnostic archéologique est effectué par la mission archéologique de la ville d’Aix-en-Provence, au niveau du parvis de la chapelle. Une hypothèse est alors arrêtée : le parvis semble avoir été ceint par un mur de clôture et avoir servi de cimetière.  

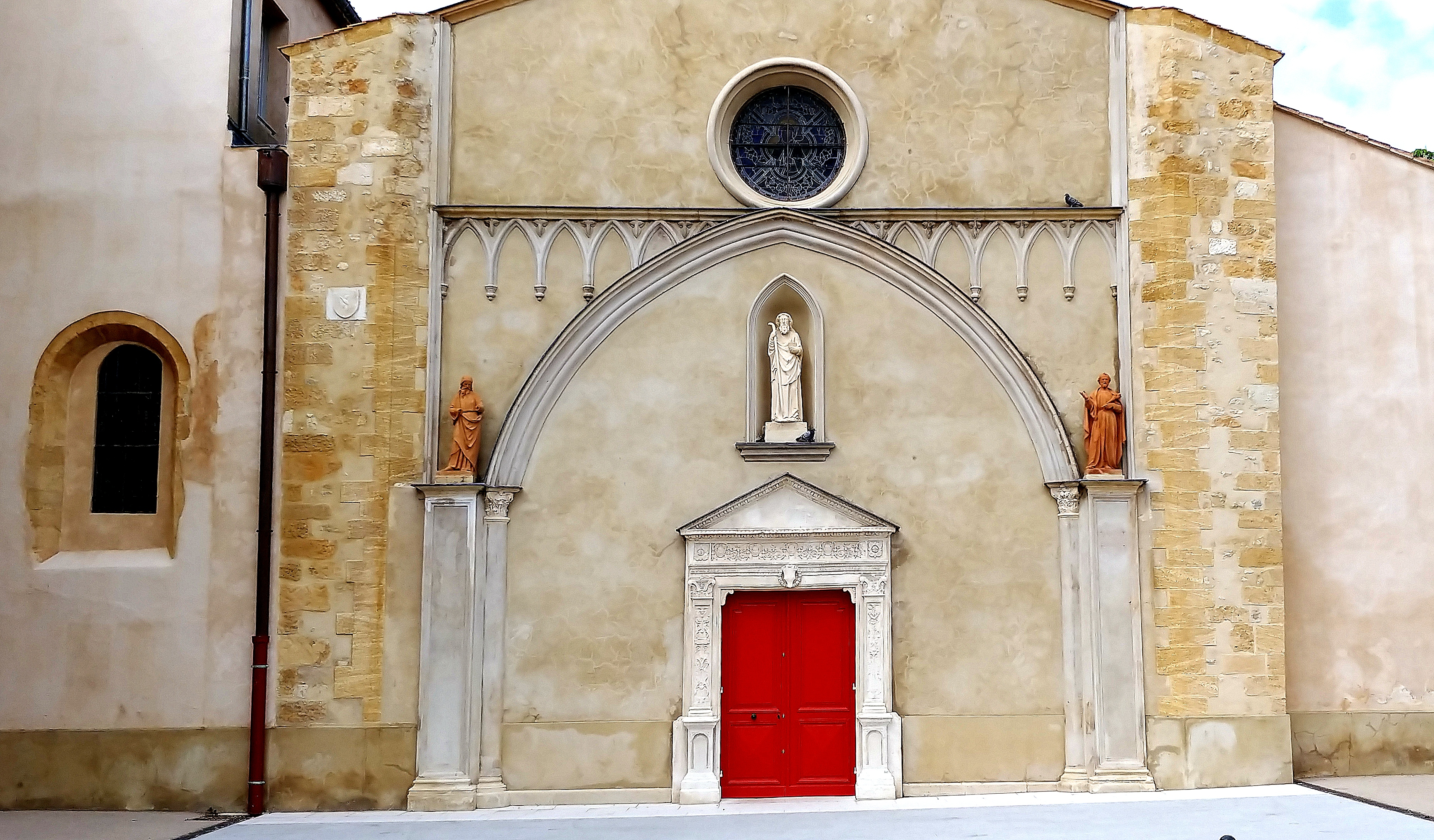
La chapelle après restauration.

Cette étude de diagnostic a été commandée en préalable à la réfection du réseau pluvial du parvis. Puis des  travaux de restauration de l’édifice ont permis de remédier aux désordres causés dans ses fondations par des infiltrations d’eau. Pour cela la couverture et les couvrements ont été confortés. La chapelle de droite, au niveau de la première travée a aussi été confortée pour éviter son effondrement. On aperçoit bien cette restauration au niveau du bas-côté droit, qui a été recouvert d’un badigeon moderne. 
En 2012, une nouvelle opération archéologique a eu lieu.
En 2018, cette église fut donnée par la paroisse de la cathédrale Saint Sauveur aux Chrétiens d'orient, particulièrement les Maronites Libanais et Syriens. Aujourd'hui une communauté Catholique Maronite Libano-Syrienne font leur culte dedans. 

## Architecture

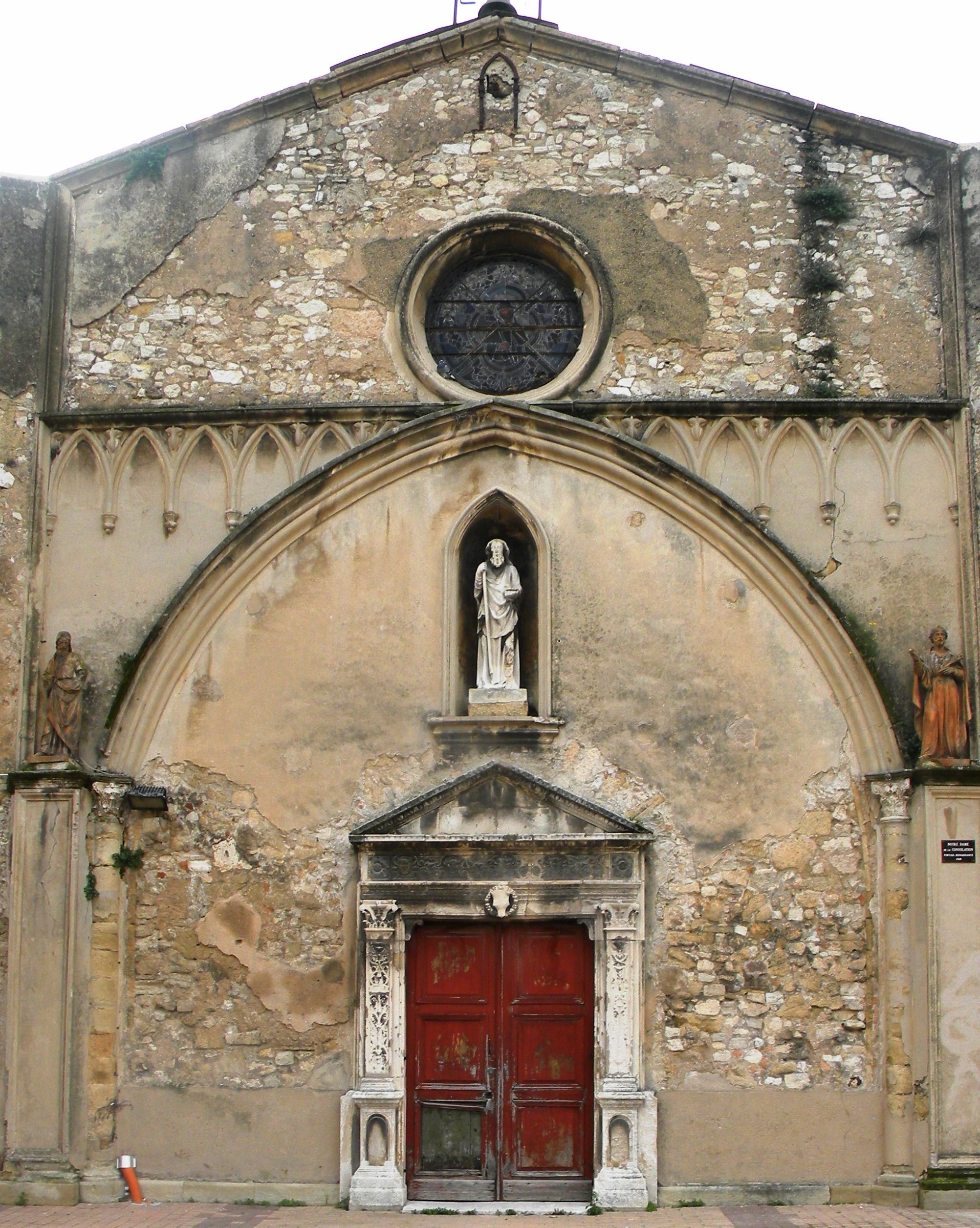
Façade de la chapelle.

### Plan
Le plan comprend une nef composée de trois travées, dont les deux premières sont bordées de chapelles latérales. Le chœur quant à lui est composé d’une travée et se termine par un chevet plat. Des voûtes sur croisées d’ogives couvrent les trois travées de la nef. Seule la voûte de la travée centrale et celles des chapelles latérales gauche possèdent une clef portant un écusson armorié. Les chapelles sont séparées par d’épais contreforts qui contrebutent les poussées des voûtes de la nef et du chœur.
Les trois travées de la nef sont datées du 1er tiers du XVIe siècle. Les chapelles latérales peuvent être quant à elles datées du XVe siècle, mais leurs voûtes du XVIIe siècle. 

### Façade

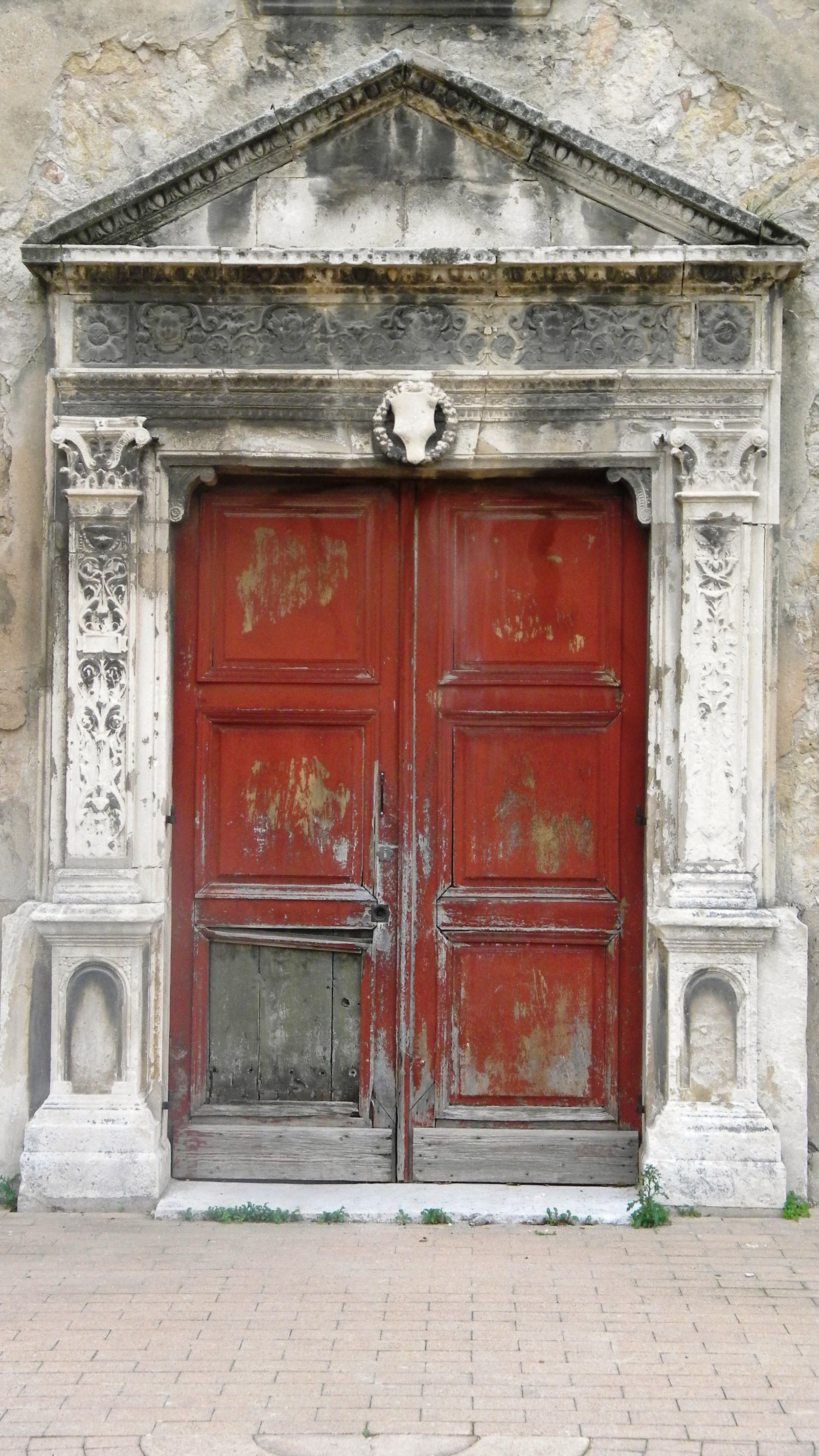
Portail Renaissance.

Le pignon du mur de façade est de forme triangulaire, suggérant un toit en bâtière. Les deux tiers inférieurs de la façade sont rythmés par un large arc brisé, qui repose à chaque extrémité sur une colonne engagée d’ordre corinthien (réemplois). Au-dessus se trouve un oculus laissant passer la lumière. Celui-ci est entouré d’un décor en arcature aveugle, formée d’arcs brisés séparés par des motifs végétaux. 
Au centre de la façade s’ouvre une porte d’époque Renaissance en pierre de Calissanne, pierre locale, encadrée de pilastres qui soutiennent une frise à rinceaux et un fronton triangulaire. Au-dessus, une niche étroite, se terminant en arc brisé en tiers point abrite une statue de saint Jacques. Deux autres statues modernes de saints surmontent les pilastres qui flanquent à chaque extrémité de la façade les colonnes engagées.